# Galleria nazionale della Puglia
La Galleria Nazionale della Puglia "Girolamo e Rosaria Devanna" è una pinacoteca che ha sede nel palazzo Sylos-Calò a Bitonto, edificio rinascimentale cittadino risalente alla prima metà del XVI secolo. Conserva opere di provenienza soprattutto meridionale ma anche del resto d'Italia e straniere. In particolare sono presenti opere di: Tiziano, Veronese, Orazio e Artemisia Gentileschi, Bernardino Mei, Giaquinto, Delacroix, De Nittis, Francesco Netti.
Dal dicembre 2014 il Ministero per i beni e le attività culturali la gestisce tramite il Polo museale della Puglia, nel dicembre 2019 divenuto Direzione regionale Musei.

## Storia
Le raccolte sono frutto di una donazione da parte dei fratelli collezionisti Girolamo e Rosaria Devanna, cui il museo è intitolato, i quali hanno messo a disposizione gran parte di una ricchissima collezione privata, formata da 229 dipinti e 108 disegni di importanti artisti italiani e stranieri, databili tra il XVI ed i primi del XX secolo. Per quanto concerne l'arte contemporanea, sono presenti opere provenienti anche dagli Stati Uniti.
Accenni alla nascita di un museo si erano già avuti nel 2004 e vennero successivamente ripresi nel 2005 in seguito ad una mostra all'interno di Palazzo Venezia a Roma, che ospitava 66 delle 340 opere totali esposte attualmente nel palazzo bitontino. Il successivo accumularsi delle opere d'arte ha fatto credere che la nascita di un nuovo complesso museale nella cittadina pugliese avrebbe potuto competere con altri importanti edifici adibiti a museo, quali la Pinacoteca di Bari o il Museo provinciale Sigismondo Castromediano di Lecce. È stata inaugurata il 18 aprile 2009.

## Collezioni

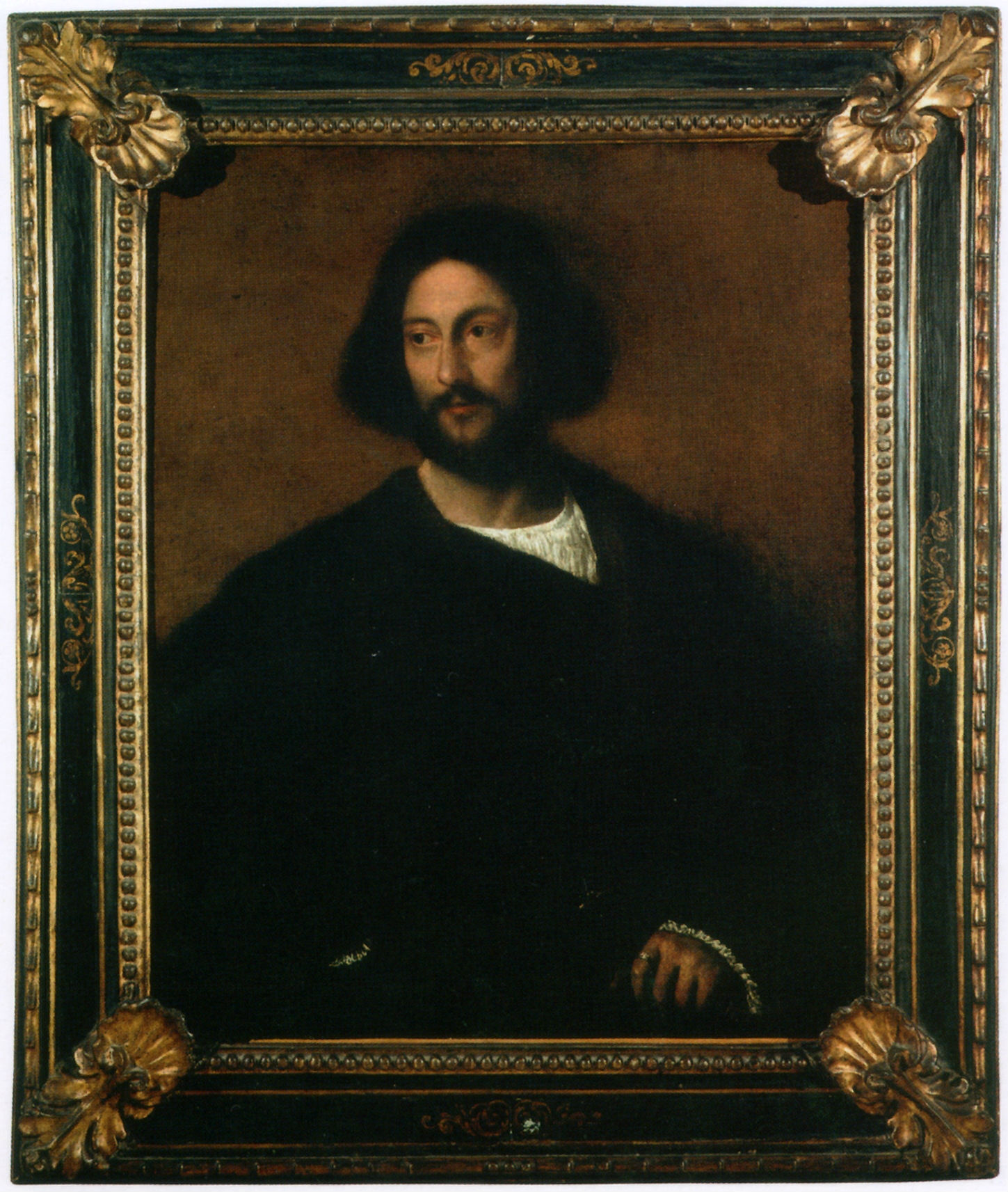
Tiziano, Ritratto di gentiluomo, 1550-60, Bitonto, Galleria nazionale della Puglia

Sono attualmente esposti circa 350 dipinti suddivisi in sei sezioni. La raccolta è opera di un intenso e felice lavoro di ricerca, durato più di quarant'anni. La sezione più ricca è naturalmente quella dedicata all'arte italiana, con interessanti esemplari di pittura napoletana e pugliese tra sei e settecento, oltre ad alcuni d'ambiente romano barocco e ad altre di varie epoche e di provenienza ligure, emiliana, veneta e marchigiana.

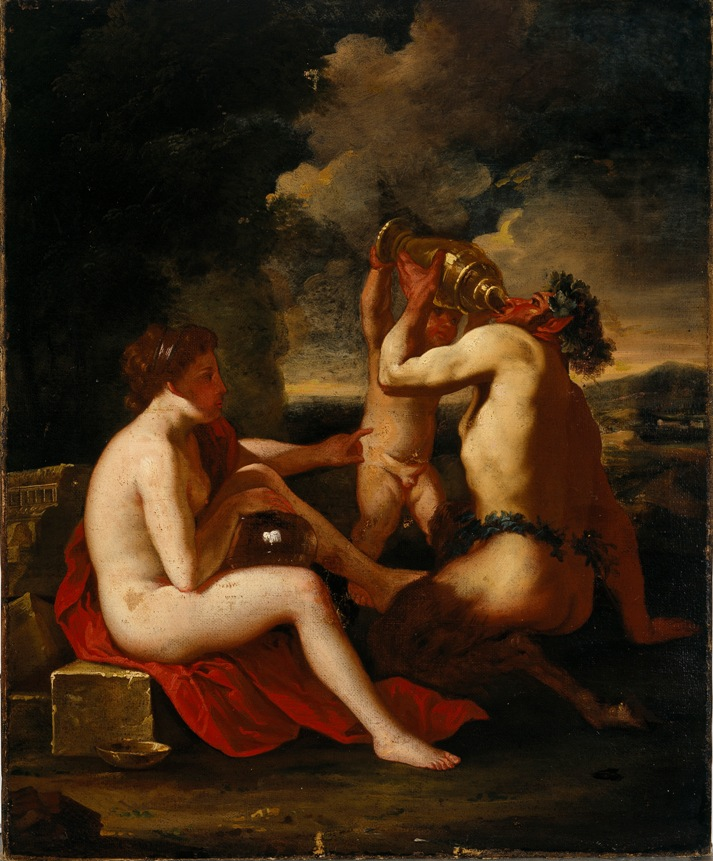
Nicolas Poussin, Ninfa e satiro che beve, Galleria Nazionale della Puglia

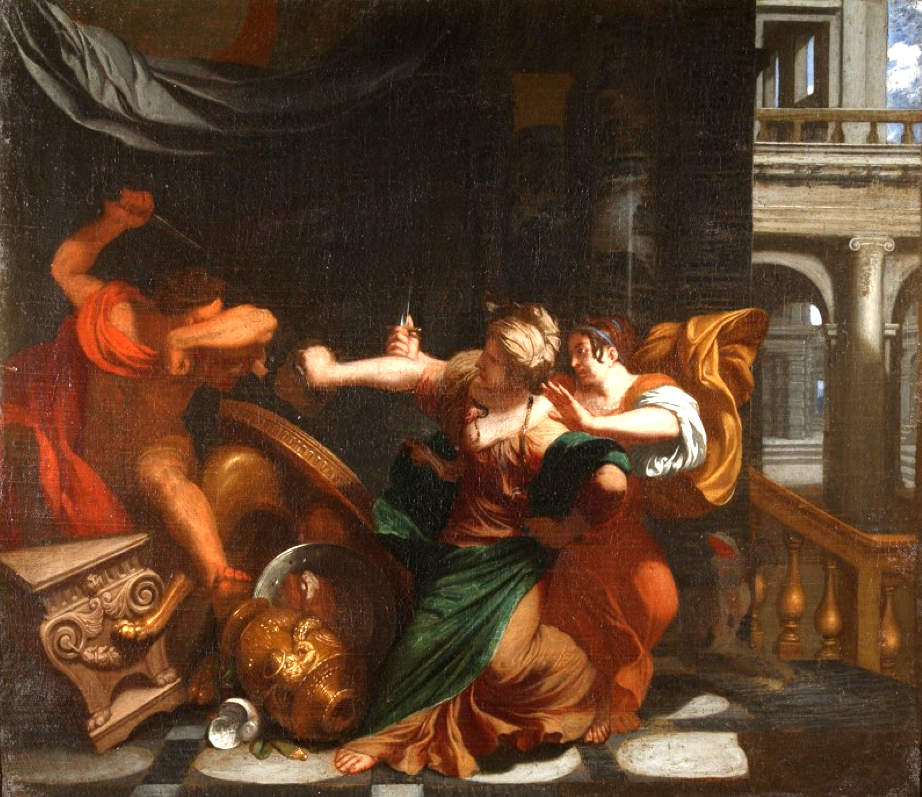
Artemisia Gentileschi, Procne e Filomela mostrano a Tereo la testa del figlio Iti, Galleria Nazionale della Puglia

L'intera collezione è però impressionante a causa del gran numero di capolavori, oltre che per l'insolita presenza di grandi nomi dell'intera arte europea: in ordine cronologico ricordiamo un raro frammento su tavola, raffigurante una Testa di santa, opera attribuita dal critico Federico Zeri al trecentesco Giovanni da Rimini.
Si passa quindi alle opere rinascimentali, tra le quali una deliziosa Natività di Pietro Negroni, e le superbe tele dei maggiori artisti veneti del XVI secolo, ossia il Ritratto di gentiluomo di Tiziano Vecellio (metà secolo) e la Maddalena di Paolo Veronese. Nella sala del Cinquecento sono sistemati anche un gruppo di icone di pittori cretesi da riconnettere a quel fenomeno di circolarità di manufatti e di maestranze dopo la caduta di Costantinopoli in mano turca nel 1453 e la diaspora di pittori nell'Egeo.
Le sale ospitano anche opere di provenienza centro-settentrionale come un San Carlo Borromeo di Giovanni Ambrogio Figino, un San Giovanni Battista del fiammingo Jan Soens e l'Ecce Homo di Leonardo Corona.
Il Seicento è una delle sezioni più vaste della raccolta: nomi come Orazio Gentileschi, Artemisia Gentileschi, Salvator Rosa, Luca Giordano, Francesco Solimena, oltre agli eccezionali capolavori di Giovanni Lanfranco (autore del toccante Congedo di Cristo dalla Madre, dipinto "simbolo" del museo) e il Cristo deriso, sensuale opera di Bernardino Mei. La sezione del Seicento ospita anche alcuni studi preparatori e bozzetti.
Autografe di importantissimi artisti spagnoli sono Ritratto di uomo con baffi e pizzetto di Diego Velázquez, e il Ritratto di domenicano di El Greco. Altri simboli del museo sono due opere del francese Nicolas Poussin: la prima, di incerta attribuzione e assegnata dalla critica all'atelier del pittore è uno squisito Ninfa e satiro che beve; l'altra è il bozzetto del grandioso capolavoro che l'artista lasciò in Vaticano, ossia il Martirio di sant'Erasmo.
Il Settecento è rappresentato dalla grande scuola napoletana, con opere di De Matteis, De Mura, Filippo Falciatore, Giaquinto, Giacinto Diano e Sebastiano Conca, ma anche da opere di D'Anna e Mariano Rossi, Batoni, Milani con lo studio per La morte di Oza. Nella sala del Settecento sono sistemate anche opere di grandi artisti europei dell'epoca come Luis Meléndez, Lorenzo Tiepolo, Füssli e Hamilton.
Non mancano capolavori ottocenteschi: le sale successive ospitano opere di Eugène Delacroix, Antoine-Jean Gros, Franz Xaver Winterhalter, Franz von Lenbach, assieme ai dipinti italiani di Francesco Speranza, Giuseppe De Nittis, Gioacchino Toma, Francesco Netti e Domenico Morelli.

## Galleria d'immagini

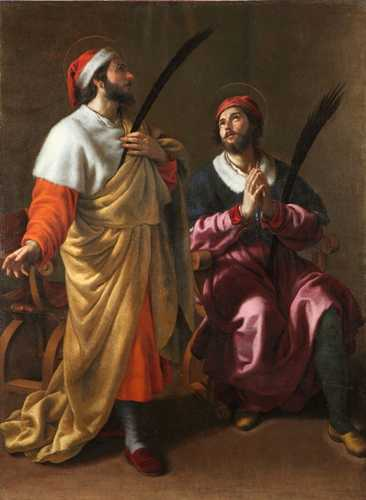
Alessandro Turchi I Santi Medici, Galleria Nazionale della Puglia
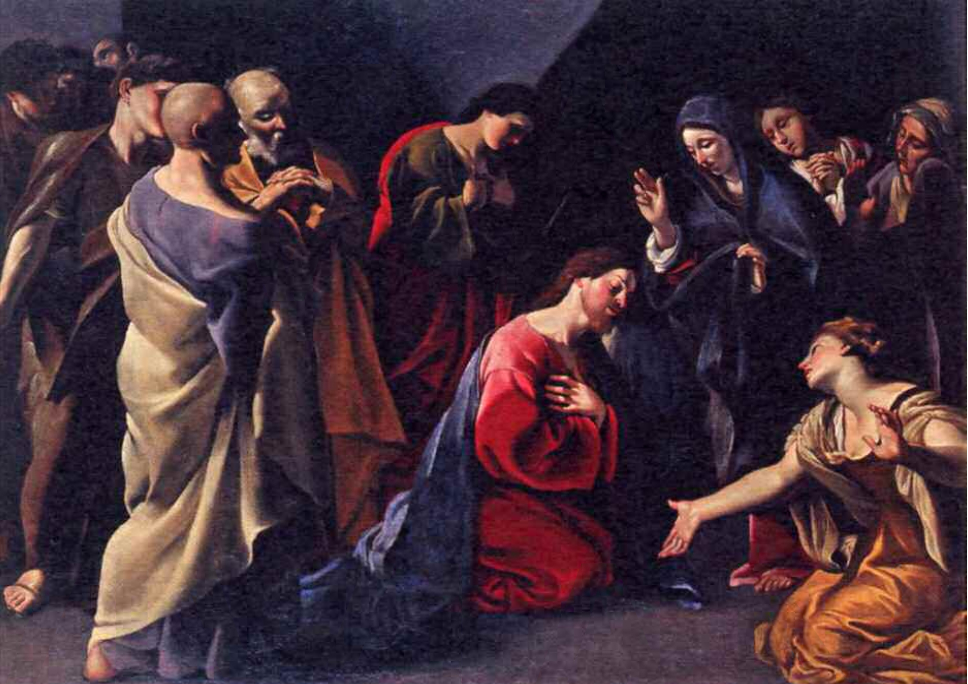
Lanfranco, Commiato di Cristo dalla madre, Galleria Nazionale della Puglia